# بنك يوكوهاما
بنك يوكوهاما (بالإنجليزية: Bank of Yokohama)‏ (باليابانية: 株式会社横浜銀行)، هي مصرف مركزي أسس في مدينة يوكوهاما اليابانية سنة 1920، وهو مسجل في بورصة طوكيو.

## المواقع الخارجية
- "Company history books (Shashi)". Shashi Interest Group. أبريل 2016. مؤرشف من الأصل في 2019-04-07. Wiki collection of bibliographic works on Bank of Yokohama